# Fancy Free (Donald Byrd)
Fancy Free è un album di Donald Byrd, pubblicato dalla Blue Note Records nel 1969. Il disco fu registrato al Van Gelder Studio di Englewood Cliffs, New Jersey (Stati Uniti) nelle date indicate nella lista tracce.

## Tracce
Lato A
1. Fancy Free – 11:50 (Donald Byrd) – Registrato il 6 giugno 1969
2. I Love the Girl – 8:35 (Donald Byrd) – Registrato il 9 maggio 1969

Lato B
1. The Uptowner – 9:05 (Mitch Farber) – Registrato il 6 giugno 1969
2. Weasil – 9:50 (Belford Cabell Hendricks) – Registrato il 9 maggio 1969

## Musicisti
A1 e B1
- Donald Byrd - tromba
- Julian Priester - trombone
- Lew Tabackin - flauto
- Frank Foster - sassofono tenore
- Duke Pearson - pianoforte elettrico
- Jimmy Ponder - chitarra
- Roland Wilson - contrabbasso
- Joe Chambers - batteria
- Nat Bettis - percussioni
- John Richardson - percussioni

A2 e B2
- Donald Byrd - tromba
- Julian Priester - trombone
- Jerry Dodgion - flauto
- Frank Foster - sassofono tenore
- Duke Pearson - pianoforte elettrico
- Jimmy Ponder - chitarra
- Roland Wilson - contrabbasso
- Leo Morris - batteria
- Nat Bettis - percussioni
- John Richardson - percussioni[5]